# Skilanglauf-Weltcup 1985/86
Der Skilanglauf-Weltcup 1985/86 war eine von der FIS organisierte Wettkampfserie. Der Weltcup  begann am 7. Dezember 1985 in Labrador City und endete am 15. März 1986 in Oslo.

## Männer

### Podestplätze Männer
| Datum      | Austragungsort | Disziplin                   | Sieger                                                          | Zweiter                                                                          | Dritter                                                                          |
| ---------- | -------------- | --------------------------- | --------------------------------------------------------------- | -------------------------------------------------------------------------------- | -------------------------------------------------------------------------------- |
| 08.12.1985 | Labrador City  | 15 km klassisch             | Gunde Svan                                                      | Wladimir Smirnow                                                                 | Pål Gunnar Mikkelsplass                                                          |
| 09.12.1985 | Labrador City  | 4 × 10 km Staffel           | Schweden IErik Östlund Jan Ottosson Torgny Mogren Gunde Svan    | SowjetunionLeonid Turtchin Oleksandr Batjuk Wassil Horbatschjou Wladimir Smirnow | NorwegenTor Håkon Holte Vegard Ulvang Ove Aunli Pål Gunnar Mikkelsplass          |
| 14.12.1985 | Bibawik        | 30 km Freistil              | Gunde Svan                                                      | Kari Ristanen                                                                    | Ove Aunli                                                                        |
| 11.01.1986 | La Bresse      | 30 km klassisch             | Gunde Svan                                                      | Wladimir Smirnow                                                                 | Erik Östlund                                                                     |
| 15.01.1986 | Bohinj         | 15 km Freistil              | Torgny Mogren                                                   | Gunde Svan                                                                       | Vegard Ulvang                                                                    |
| 16.01.1986 | Bohinj         | 4 × 10 km Staffel klassisch | SchwedenErik Östlund Torgny Mogren Christer Majbäck Gunde Svan  | SowjetunionOleksandr Batjuk Michail Dewjatjarow Juri Burlakow Wladimir Smirnow   | NorwegenHans Erik Tofte Vegard Ulvang Per Knut Aaland Pål Gunnar Mikkelsplass    |
| 14.02.1986 | Oberstdorf     | 50 km Freistil              | Gunde Svan                                                      | Wladimir Sachnow                                                                 | Maurilio De Zolt                                                                 |
| 16.02.1986 | Oberstdorf     | 4 × 10 km Staffel klassisch | Schweden IErik Östlund Torgny Mogren Gunde Svan Thomas Eriksson | Norwegen IPål Gunnar Mikkelsplass Vegard Ulvang Martin Hole Tor Håkon Holte      | Sowjetunion IIAndrei Sergeev Oleksandr Uschkalenko Juri Burlakow Alexei Burłakow |
| 23.02.1986 | Kawgolowo      | 15 km klassisch             | Wladimir Smirnow                                                | Gunde Svan                                                                       | Juri Burlakow                                                                    |
| 02.03.1986 | Lahti          | 15 km Freistil              | Torgny Mogren                                                   | Gunde Svan                                                                       | Giorgio Vanzetta                                                                 |
| 08.03.1986 | Falun          | 30 km klassisch             | Thomas Wassberg                                                 | Thomas Eriksson                                                                  | Martin Hole                                                                      |
| 09.03.1986 | Falun          | 4 × 10 km Staffel Freistil  | SchwedenErik Östlund Thomas Eriksson Torgny Mogren Gunde Svan   | Norwegen IArild Monsen Vegard Ulvang Pål Gunnar Mikkelsplass Martin Hole         | FinnlandAri Hynninen Kari Ristanen Aki Karvonen Harri Kirvesniemi                |
| 13.03.1986 | Oslo           | 4 × 10 km Staffel Freistil  | Schweden IErik Östlund Thomas Eriksson Torgny Mogren Gunde Svan | ItalienMarco Albarello Albert Walder Maurilio De Zolt Giorgio Vanzetta           | Schweden IIThomas Wassberg Christer Majbäck Lars Håland Sven-Erik Danielsson     |
| 14.03.1986 | Oslo           | 50 km klassisch             | Gunde Svan                                                      | Torgny Mogren                                                                    | Vegard Ulvang                                                                    |

### Weltcupstände Männer
| Rang | Name                    | Punkte |
| ---- | ----------------------- | ------ |
| 1.   | Gunde Svan              | 145    |
| 2.   | Torgny Mogren           | 101    |
| 3.   | Wladimir Smirnow        | 78     |
| 4.   | Pål Gunnar Mikkelsplass | 57     |
| 4.   | Erik Östlund            | 57     |
| 6.   | Thomas Eriksson         | 50     |
| 7.   | Christer Majbäck        | 47     |
| 8.   | Vegard Ulvang           | 43     |
| 9.   | Pierre Harvey           | 40     |
| 10.  | Martin Hole             | 29     |
| 11.  | Kari Ristanen           | 27     |
| 12.  | Jan Ottosson            | 26     |
| 12.  | Larry Poromaa           | 26     |
| 12.  | Giorgio Vanzetta        | 26     |
| 15.  | Jochen Behle            | 25     |
| 15.  | Thomas Wassberg         | 25     |
| 17.  | Harri Kirvesniemi       | 23     |

| Rang | Name                  | Punkte |
| ---- | --------------------- | ------ |
| 18.  | Juri Burlakow         | 21     |
| 18.  | Gianfranco Polvara    | 21     |
| 18.  | Alexei Prokurorow     | 21     |
| 21.  | Giachem Guidon        | 20     |
| 21.  | Wladimir Sachnow      | 20     |
| 21.  | Albert Walder         | 20     |
| 24.  | Ove Aunli             | 19     |
| 24.  | Oddvar Brå            | 19     |
| 26.  | Andy Grünenfelder     | 18     |
| 27.  | Ingmar Sömskar        | 16     |
| 28.  | Maurilio De Zolt      | 15     |
| 28.  | Aki Karvonen          | 15     |
| 30.  | Lars Håland           | 14     |
| 31.  | Oleksandr Uschkalenko | 12     |
| 32.  | Ladislav Švanda       | 11     |
| 33.  | Marco Albarello       | 10     |
| 33.  | Hans Erik Tofte       | 10     |

| Rang | Name                 | Punkte |
| ---- | -------------------- | ------ |
| 35.  | Per Knut Aaland      | 9      |
| 36.  | Tor Håkon Holte      | 7      |
| 37.  | Oleksandr Batjuk     | 6      |
| 37.  | Miloš Bečvář         | 6      |
| 37.  | Sven-Erik Danielsson | 6      |
| 37.  | Geir Holte           | 6      |
| 41.  | Michail Dewjatjarow  | 5      |
| 41.  | Veijo Hämäläinen     | 5      |
| 41.  | Arild Monsen         | 5      |
| 41.  | Alfred Runggaldier   | 5      |
| 45.  | Holger Bauroth       | 4      |
| 46.  | Audun Endestad       | 2      |
| 46.  | Ari Hynninen         | 2      |
| 46.  | Wladimir Nikitin     | 2      |
| 49.  | Jim Galanes          | 1      |
| 49.  | Petr Lisičan         | 1      |
| 49.  | Daniel Sandoz        | 1      |

## Frauen

### Podestplätze Frauen
| Datum      | Austragungsort | Disziplin                  | Sieger                                                                  | Zweiter                                                                   | Dritter                                                                                          |
| ---------- | -------------- | -------------------------- | ----------------------------------------------------------------------- | ------------------------------------------------------------------------- | ------------------------------------------------------------------------------------------------ |
| 07.12.1985 | Labrador City  | 5 km Freistil              | Marjo Matikainen                                                        | Anfisa Reztsova                                                           | Jaana Savolainen                                                                                 |
| 13.12.1985 | Bibawik        | 10 km klassisch            | Brit Pettersen                                                          | Marianne Dahlmo                                                           | Marjo Matikainen                                                                                 |
| 14.12.1985 | Bibawik        | 4 × 5 km Staffel Freistil  | FinnlandPirkko Määttä Jaana Savolainen Eija Hyytiäinen Marjo Matikainen | SowjetunionTamara Tichonowa Antonina Ordina Nina Korolewa Romanowa        | Norwegen IBrit Pettersen Grete Ingeborg Nykkelmo Anne Jahren Marianne Dahlmo                     |
| 11.01.1986 | Les Saisies    | 10 km Freistil             | Gaby Nestler                                                            | Carola Jacob                                                              | Simone Opitz                                                                                     |
| 15.01.1986 | Klingenthal    | 4 × 5 km Staffel Freistil  | DDR ICarola Jacob Susann Kuhfittig Simone Opitz Gaby Nestler            | FinnlandPirkko Määttä Jaana Savolainen Eija Hyytiäinen Marjo Matikainen   | SchwedenMarie Johansson Anna Larsson Anna-Lena Fritzon Karin Lamberg-Skog                        |
| 18.01.1986 | Nové Město     | 20 km Freistil             | Simone Opitz                                                            | Gaby Nestler                                                              | Marianne Dahlmo                                                                                  |
| 15.02.1986 | Oberstdorf     | 20 km klassisch            | Marianne Dahlmo                                                         | Brit Pettersen                                                            | Anfisa Reztsova                                                                                  |
| 16.02.1986 | Oberstdorf     | 4 × 5 km Staffel klassisch | Norwegen IMarianne Dahlmo Brit Pettersen Solveig Pedersen Anne Jahren   | FinnlandPirkko Määttä Jaana Savolainen Eija Hyytiäinen Marjo Matikainen   | SowjetunionNina Gawriljuk Tamara Tichonowa Natalia Furlatowa Nina Korolewa                       |
| 22.02.1986 | Kawgolowo      | 10 km klassisch            | Anne Jahren                                                             | Marianne Dahlmo                                                           | Anfisa Reztsova                                                                                  |
| 01.03.1986 | Lahti          | 4 × 5 km Staffel klassisch | Norwegen IBerit Aunli Brit Pettersen Solveig Pedersen Anne Jahren       | Finnland IPirkko Määttä Eija Hyytiäinen Jaana Savolainen Marjo Matikainen | Norwegen IIMarianne Myklebust Nina Skeime Nina Østvold Trude Dybendahl                           |
| 02.03.1986 | Lahti          | 5 km klassisch             | Marjo Matikainen                                                        | Anne Jahren                                                               | Marianne Dahlmo                                                                                  |
| 08.03.1986 | Falun          | 30 km klassisch            | Brit Pettersen                                                          | Marjo Matikainen                                                          | Marit Mikkelsplass                                                                               |
| 13.03.1986 | Oslo           | 4 × 5 km Staffel Freistil  | SchwedenLis Frost Carina Görlin Karin Lamberg-Skog Annika Dahlman       | Norwegen IMarianne Dahlmo Nina Skeime Berit Aunli Anne Jahren             | Norwegen IIInger Helene Nybråten Grete Ingeborg Nykkelmo Hilde Gjermundshaug Pedersen Siv Tangen |
| 15.03.1986 | Oslo           | 10 km Freistil             | Jaana Savolainen                                                        | Simone Opitz                                                              | Anne Jahren                                                                                      |

### Weltcupstände Frauen
| Rang | Name                 | Punkte |
| ---- | -------------------- | ------ |
| 1.   | Marjo Matikainen     | 107    |
| 2.   | Marianne Dahlmo      | 106    |
| 3.   | Brit Pettersen       | 104    |
| 4.   | Anne Jahren          | 88     |
| 5.   | Simone Opitz         | 60     |
| 6.   | Evi Kratzer          | 54     |
| 6.   | Gaby Nestler         | 54     |
| 8.   | Jaana Savolainen     | 44     |
| 9.   | Nina Korolewa        | 42     |
| 9.   | Pirkko Määttä        | 42     |
| 11.  | Guidina Dal Sasso    | 37     |
| 12.  | Alžbeta Havrančíková | 32     |
| 13.  | Carola Anding        | 31     |
| 14.  | Raissa Smetanina     | 30     |
| 15.  | Berit Aunli          | 27     |
| 15.  | Anfissa Reszowa      | 27     |
| 17.  | Eija Hyytiäinen      | 24     |
| 18.  | Karin Lamberg-Skog   | 22     |

| Rang | Name                    | Punkte |
| ---- | ----------------------- | ------ |
| 19.  | Vida Vencienė           | 21     |
| 20.  | Swetlana Nageikina      | 17     |
| 21.  | Nina Skeime             | 16     |
| 22.  | Marit Wold              | 15     |
| 23.  | Solveig Pedersen        | 13     |
| 23.  | Tamara Tichonowa        | 13     |
| 25.  | Larissa Lasutina        | 12     |
| 25.  | Petra Simonkova         | 12     |
| 27.  | Trude Dybendahl         | 11     |
| 28.  | Marie-Helene Westin     | 10     |
| 29.  | Marie Johansson         | 9      |
| 29.  | Marianne Myklebust      | 9      |
| 29.  | Grete Ingeborg Nykkelmo | 9      |
| 29.  | Siv Tangen              | 9      |
| 33.  | Helena Blomqvist        | 7      |
| 33.  | Ludmilla Klingerova     | 7      |
| 33.  | Antonina Ordina         | 7      |
| 33.  | Karin Thomas            | 7      |

| Rang | Name                  | Punkte |
| ---- | --------------------- | ------ |
| 33.  | Lilija Wassiltschenko | 7      |
| 38.  | Anna-Lena Fritzon     | 5      |
| 38.  | Lis Frost             | 5      |
| 40.  | Anette Bøe            | 4      |
| 40.  | Catrin Larsson        | 4      |
| 40.  | Inger Helene Nybråten | 4      |
| 40.  | Dagmar Švubová        | 4      |
| 44.  | Annika Dahlman        | 3      |
| 44.  | Marit Elveos          | 3      |
| 44.  | Christine Brügger     | 3      |
| 44.  | Ljubov Zimjatova      | 3      |
| 48.  | Marcela Jebavá        | 2      |
| 48.  | Susann Kuhfittig      | 2      |
| 48.  | Bice Vanzetta         | 2      |
| 51.  | Marie-Andrée Masson   | 1      |
| 51.  | Gaby Scheidegger      | 1      |